# Конвисар, Владимир Тимофеевич
Конвисар Владимир Тимофеевич (псевд. В. Винницкий, В. Яворенко, В. Яворовский, В. Тимофеенко; 10 [23] августа 1911, Кривой Рог, Херсонская губерния — 5 сентября 1990, Киев) — украинский советский писатель. Член Союза писателей Украины (1963).

## Биография
Родился 10 (23) августа 1911 года в местечке Кривой Рог Херсонской губернии (ныне в Днепропетровской области).
В 1932 году окончил Харьковский институт зерновых культур.
Член ВКП(б) с 1941 года. Участник Великой Отечественной войны с июля 1941 года. Наводчик пушки в 138-й стрелковой дивизии. Воевал под Керчью, Калачём, Сталинградом. В 1943 году демобилизован после тяжёлого ранения, инвалид войны.
В 1947—1952 годах — заведующий корреспондентским пунктом газеты «Правда» в Чехословакии и западных областях Украины. В 1952—1963 годах — ответственный секретарь газеты «Советская Украина».
Умер 5 сентября 1990 года в Киеве, где и похоронен в колумбарии Байкового кладбища.

## Творческая деятельность
Входил в литературную группу «Трактор». Писал на украинском и русском языках. Повесть «На крутом повороте» переведена на венгерский язык. Ряд произведений посвящено В. И. Ленину и его соратникам.
Книги рассказов и очерков:
- Комсомольцы — передовики социалистических полей (1935);
- Между Збручем и Тисой (1952);
- Прага седьмого ноября (1957);
- Шли полки червоные (1959).

Книги повестей:
- На крутом повороте (1975) — о 6-й (Пражской) Всероссийской конференции РСДРП;
- Дымят смереки, Сапун-гора (1979).

Романы:
- Красные башлыки (1960) — о боевых действиях 1941—1942 годов в Крыму;
- Канны (1961);
- Галичина (1964);
- Засеянное поле (1965);
- Зарница (1971);
- Зелёная метель (1980) — о жизни студенчества;
- Золотая арка (1982) — о десяти последних годах жизни и творческой деятельности Я. Галана.

## Награды
- орден Отечественной войны 1-й степени (06.04.1985)[2].